# Jean-Philippe Ducher
Pour les articles homonymes, voir Ducher.
Jean-Philippe Ducher est un éleveur-driver, né en 1969, ayant fait son apprentissage chez Dominik Cordeau.
Il est notamment l'entraineur du champion L'Amiral Mauzun.
Il est consultant pour l'émission En course sur France 3.

## Palmarès international
- Vainqueur du Grand Prix de Wallonie, le 13 août 2006, sur l'hippodrome de Mons (Belgique), avec L'Amiral Mauzun ;
- 3e à la Coupe du Monde de Trot 2006, le 30 août 2006, sur l'hippodrome de Kazan, Russie, avec L'Amiral Mauzun.